# Тростинка (Киров)
 Тростинка  — железнодорожная станция в Кировской области. Входит в состав муниципального образования «Город Киров»

## География
Расположена на расстоянии примерно 9 км по прямой на запад-юго-запад от железнодорожного вокзала Киров-Котласский.

## История
Известна была с 1978 года как разъезд, в 1989 5 жителей . Административно подчиняется Октябрьскому району города Киров.

## Население
Постоянное население не было учтено как в 2002 году, так и в 2010.